# Church Gut
Church Gut ist ein so genannter ghaut (gut), ein ephemeres Gewässer ähnlich einer Fiumara, auf St. Kitts, im karibischen Inselstaat St. Kitts und Nevis.

## Geographie
Der Fluss entspringt im Süden von St. Kitts, im Südhang des Verchild’s Peak. Mit mehreren Quellbächen verläuft er steil nach Süden und mündet bald bei der Saint Thomas Anglican Church in das Karibische Meer, ganz in der Nähe zur Mündung des benachbarten Merrifield Gut.